# Альтинг
Альтинг (ісл. Alþingi) — однопалатний парламент Ісландії. Складається із 63 членів.
Альтинг є найстарішим у світі парламентом, який з'явився близько 930 року. Розпущений 1800, відновлений 1843 року як дорадчий орган, і знову став законодавчим 1874 року.
Альтингом називають також народні збори, як в Ісландії, так і в інших скандинавських країнах. На таких зборах розв'язувались найважливіші внутрішні питання (зокрема питання про помсту тощо). Частковий опис альтингу можна знайти у книжці Тіма Северіна «Дитя Одіна».

## Цікаві факти
Найстародавнішими парламентами у світі вважаються парламенти Острова Мен (Тинвальд) та Ісландії (Альтинг), які були засновані в X столітті. Тинвальд, створений 979 року, впродовж своєї історії діяв безперервно, Натомість Альтинг, створений близько 930 року, не працював у 1801–1845, хоча неофіційні засідання проводилися.